# Головко, Андрей Валентинович
Андрей Валентинович Головко (5 августа 1977, Днепропетровск, УССР) — украинский футболист, нападающий.

## Клубная карьера
Воспитанник СДЮШОР «Днепр-75» (Днепропетровск). Первые тренеры — И. Л. Ветрогонов и В. С. Мусиенко.
В профессиональном футболе дебютировал в 1993 году выступлениями за «Днепр». В дальнейшем часть времени выступал на правах аренды за другие клубы. В частности за винницкую «Ниву», с которой стал финалистом Кубка Украины, и лучшим бомбардиром команды.
В сезоне 1999/2000 выступал за полтавскую «Ворсклу», которая пробилась в Кубок Интертото, заняв пятое место в чемпионате Украины.
В 2000 году возвращается в днепропетровский «Днепр», с которым становится бронзовым призёром чемпионата Украины.
В начале 2002 года перешёл в «Металлист», после чего играл за высшелиговые «Ильичёвец» и «Борисфен» и перволиговую винницкую «Ниву».
В начале 2005 года отправился в Казахстан, где выступал за «Актобе», который в том году получил золотые награды чемпионата. Однако уже летом вернулся на родину, подписав контракт с перволиговой «Зарей». В составе луганчан того же сезона стал победителем первой лиги, помог клубу вернуться в элиту, но с «Зарей» в высшей лиге так и не сыграл, перейдя летом в киевский «Арсенал». Однако, за «канониров» сыграть полноценно не смог, получив травму, поэтому по окончании года завершил профессиональную карьеру.
В 2009 году возобновил карьеру перейдя в горностаевский «Мир», за который провёл 15 матчей и забил 1 мяч, после чего окончательно закончил свою игровую карьеру.

## Выступления за сборные
Играл за сборные Украины разных возрастных категорий. В составе сборной Украины в возрасте до 16 лет стал бронзовым призёром чемпионата Европы в Ирландии.
В течение 1996—1997 годов привлекался в состав молодёжной сборной, за которую в 9 матчах забил 4 гола.

## Достижения
- Бронзовый призёр чемпионата Украины: 2000/01
- Победитель первой лиги чемпионата Украины: 2005/06
- Бронзовый призёр юношеского чемпионата Европы (до 16): 1994